# 野津町
野津町（のつまち）は、かつて大分県の南部にあった町である。臼杵市と2005年1月1日に新設合併して新たな臼杵市となり、自治体としての野津町は消滅した。

## 概要
とんち話で有名な吉四六（きっちょむ）さんの里として知られていた。
大野郡に属していたが、江戸時代には臼杵藩領だったことから、大野郡の他の町村よりも、臼杵市との関係が深かった。大分県が2000年12月15日に発表した「大分県市町村合併推進要綱」では、野津町は他の大野郡7町村と、臼杵市は津久見市と合併するパターンが示されていたが、野津町と臼杵市はこの構想には従わずに合併した。

## 歴史
- 1889年（明治22年）4月1日 - 町村制の施行により、野津市村、都原村、老松村、原村、宮原村の区域をもって野津市村が発足。
- 1949年（昭和24年）
  - 4月1日 - 野津市村が町制施行し野津市町となる。
  - 7月1日 - 町名を野津町に変更。
- 1951年（昭和26年）4月1日 - 野津町と田野村が合併。
- 1955年（昭和30年）3月28日 - 野津町と南野津村、川登村が合併。
- 1956年（昭和31年）10月1日 -  大字西畑の一部を三重町に編入[2]。
- 1957年（昭和32年）4月1日 - 犬飼町の一部（大字烏岳・千塚・藤小野および大字西寒田・柚野木の各一部）を編入[2]。
- 2005年（平成17年）1月1日 - 臼杵市と新設合併し、新しい臼杵市となる。

## 地域

### 教育

#### 小学校
- 野津町立川登小学校
- 野津町立田野小学校
- 野津町立野津小学校
- 野津町立都松小学校（2011年3月閉校）
- 野津町立戸上小学校
- 野津町立南野津小学校

#### 中学校
- 野津町立野津中学校

#### 高等学校
- 大分県立野津高等学校

## 交通

### 鉄道
鉄道は通っておらず、最寄り駅は豊肥本線の犬飼駅。

### 道路

#### 一般国道
- 国道10号
- 国道502号

#### 県道
- 主要地方道
  - 大分県道53号野津宇目線
- 一般県道
  - 大分県道204号津久見野津線
  - 大分県道633号川登臼杵線
  - 大分県道636号百枝浅瀬野津線
  - 大分県道637号吉野原犬飼線

## 名所・旧跡・観光スポット・祭事・催事
- 吉四六まつり
- 吉四六ランド
- 風連鍾乳洞

## 野津町出身の有名人
- 重野安正 - 衆議院議員
- 塩屋俊 - 俳優